# Restio subverticillatus
Restio subverticillatus är en gräsväxtart som först beskrevs av Ernst Gottlieb von Steudel, och fick sitt nu gällande namn av Maxwell Tylden Masters. Restio subverticillatus ingår i släktet Restio och familjen Restionaceae. Inga underarter finns listade i Catalogue of Life.